# Kristall (Rose)
Die Rosensorte ‘Kristall’ (syn. ‘Kristal’) ist eine leuchtend reinweiße Beetrose, die von Anni Berger gezüchtet und 1979 von der Gärtnerischen Produktionsgenossenschaft Roter Oktober Bad Langensalza (Thüringen) in den Markt eingeführt wurde. Sie stammt von den weißen Floribundarosen ‘Tiara’ (Börner 1960) und  ‘Schneewittchen’ (W. Kordes’ Söhne 1958) ab.

## Ausbildung
Die buschig, aufrecht wachsende Rose ‘Kristall’ bildet einen kräftigen, kompakten Strauch aus. Die Rosenpflanze wird etwa 50 cm bis maximal 100 cm hoch und 40 bis 50 cm breit. Die in kleinen Büscheln angeordneten reinweißen Blüten werden aus 17 bis 25 Petalen gebildet. Sie formen eine 5 bis 10 cm große, gefüllte Rosenblüte aus. Die hoch aufgeschlossene Rosenknospe öffnet sich später zu einer symmetrisch gefüllten, schalenförmigen Blüte, in deren Mitte die gelb-orangen Staubgefäße sichtbar werden. Die Rosensorte besitzt 4 bis 8 cm große, länglich-eiförmige, ledrig glänzende dunkelgrüne Blätter. Die Rosensorte ‘Kristall’ ist durch einen leichten, fruchtigen Duft charakterisiert.
Die remontierende Floribundarose ist winterhart (USDA-Klimazone 6b bis 9b). Sie blüht anhaltend von Juni bis zum ersten Frost und ist resistent gegenüber den bekannten Rosenkrankheiten.
Die Rosensorte ‘Kristall’ gedeiht auf lehmig-humosem Boden an sonnigen bis halbschattigen Standorten. Sie eignet sich zur Beetbepflanzung in Gruppen und als Freilandschnittrose.
Die Rosensorte wird in zahlreichen Rosarien und Gartenanlagen, unter anderem im Europa-Rosarium Sangerhausen, im Deutschen Rosarium Dortmund, im Cliff's High Desert Garden Archival Dec (Kalifornien), im Carla Fineschi Foundation Rose Garden (Toskana), im Rosenpark Reinhausen sowie in den Rosengärten in Bad Langensalza, Forst und Dresden gezeigt.